# Altissima pressione
Altissima pressione è un film del 1965 diretto da Enzo Trapani.

## Trama
Roberto, un giovane e squattrinato cantautore, convince il padre di un amico ad investire in un nuovo locale. Nasce così il Caciotta Club, dove Roberto, nonostante sia fidanzato con Lia, conosce Serenella, donna facoltosa che potrebbe aprirgli molte porte.